# Seimata Chilia
Seimata Chilia (Vanuatu, 2 de agosto de 1978) es un exfutbolista de Vanuatu que jugaba en la posición de centrocampista.

## Carrera

### Club
| Periodo   | Club          |
| --------- | ------------- |
| 2001      | Tupuji Imere  |
| 2001-2002 | Fawkner Blues |
| 2003      | Suva FC       |
| 2004      | Tupuji Imere  |
| 2005-2006 | Yatel FC      |
| 2007-2009 | Tupuji Imere  |
| 2009      | Ba FC         |
| 2010      | Lautoka FC    |
| 2010      | Tupuji Imere  |
| 2011-2012 | Amicale FC    |

### Selección nacional
Jugó para Vanuatu en 28 ocasiones de 2003 a 2011 y anotó ocho goles; participó en tres ediciones de la Copa de las Naciones de la OFC.

## Logros
- VFF Champions League (2): 2011, 2012
- Liga de Fútbol de Port Vila (1): 2011/12